# Théorie des attentes
Pour les articles homonymes, voir Attente.
La théorie des attentes (expectancy theory) de Victor Vroom décrit les comportements humains. Il s'agit d'une théorie cognitive de la motivation au travail datant de 1964, date de publication de l'ouvrage Work and Motivation. Cette théorie indique que les employés vont choisir d'adopter des comportements ayant le plus de chances d'apporter les résultats souhaités. L'individu décide d'investir son énergie (motivation) dans une tâche qui lui permettra d'atteindre le résultat escompté.
Cette théorie repose sur trois concepts :
1. La « valence » (V) : C'est la valeur, positive ou négative, que l'on attribue aux résultats possibles de ses actions ou de sa performance. À quel point les résultats ont de la valeur pour l'individu? À quel point le niveau de performance a-t-il de la valeur pour l'individu? Dans le cadre du travail, par exemple, l'important pour certains peut être le niveau du salaire, pour d'autres d'avoir du temps libre. Ces préférences sont mesurables sur une échelle de -10 à +10 ;
2. L'« instrumentalité » (instrumentality) (I) : C'est la probabilité qu'un certain niveau de performance entraîne les résultats escomptés. Est-ce que la performance est corrélée avec le résultat ? Cette probabilité est mesurable sur une échelle de 0 à 1 ;
3. L'« attente » (expectancy) (E) : L'effort investi dépend des attentes de l'individu quant à sa capacité d'atteindre le niveau de performance visé avec l'énergie à sa disposition. Est-ce que l'effort mobilisé aboutit au niveau de performance visé? Cette valeur est mesurable sur une échelle de 0 à 1.

| Effort fourni | →(E)→                   | Performance | →(I)→                        | Rétributions | →(V)→                      | Objectifs personnels |
|               |                         |             |                              |              |                            |                      |
|               | Lien effort performance |             | Lien performance rétribution |              | Lien rétribution objectifs |                      |

On trouve une description détaillée de ce modèle de motivation en français dans le traité de psychologie du travail de C. Levy-Leboyer et JC. Spérandio paru aux PUF en 1987 ou plus récemment dans Legrain H. Motivation à apprendre : mythe ou réalité ? L'Harmattan, 2003, page 42 à 51 ou encore dans Morin E., Aubé C., Johnson K. Psychologie et management, Chenelière Éducation, pages 170 à 173.
L'intérêt de ce modèle est que des recherches quantitatives ont pu montrer un lien entre la motivation, ainsi mesurée, et les efforts déployés dans un travail ou un apprentissage.
Vroom propose une formule calculant la force de la motivation (F) :
| {\displaystyle F=E*(\sum V*I)} |